# 李琢仁
李琢仁（1903年—？年），四川省新都縣人，曾任立法院立法委員。

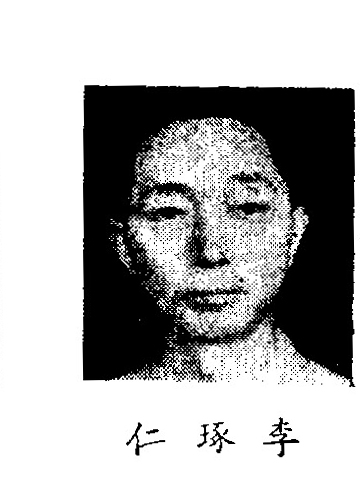
出席制憲國民大會代表時

## 生平[1][2]
- 民國11年（1922年），復旦大學附屬中學第十二次中學畢業[3]
- 國立北洋大學預科肄業，補習班1922年入學，預科（兩年制）1923年入學[4]
- 國立東南大學及中央大學物理系[5]畢業
- 國立成都大學講師
- 安徽省立大學講師
- 重慶大學副教授、教授、物理實驗室主任
- 中央訓練團黨政班第一期結業
- 1934年起，歷任中國國民黨四川省黨部黨務特派員、辦公處設計委員、黨部委員、常務委員、執行委員
- 教育部工業教育委員會委員[6]
- 中國國民黨第二次全國代表大會代表
- 1942年7月，第三屆國民參政會四川省參政員
- 制憲國民大會代表
- 中國國民黨第六次全國代表大會代表[7]
- 1947年底，中國國民黨中央黨部第五戰區公路特別黨部特別黨部主任委員
- 1948年，當選四川省第一選區立法委員。
- 中央文化運動委員會委員
- 天南廣播公司董事長

## 出席立法院會期委員會
- 第1屆第1會期: 教育文化委員會；第1屆第1會期: 交通委員會 ；第1屆第1會期: 經濟及資源委員會 ；第1屆第5會期: 經濟委員會 ；第1屆第5會期: 國防委員會 ；第1屆第7會期: 財政委員會 ；第1屆第7會期: 教育委員會 ；第1屆第8會期: 教育委員會 ；第1屆第8會期: 財政委員會 ；第1屆第9會期: 教育委員會 ；第1屆第9會期: 交通委員會 ；第1屆第9會期: 程序委員會 (召委) ；第1屆第10會期: 交通委員會 ；第1屆第10會期: 教育委員會 ；第1屆第11會期: 交通委員會 ；第1屆第12會期: 交通委員會 ；第1屆第13會期: 交通委員會 ；第1屆第14會期: 交通委員會 ；第1屆第15會期: 交通委員會 ；第1屆第16會期: 交通委員會 ；第1屆第17會期: 交通委員會 ；第1屆第18會期: 交通委員會 (召委) ；第1屆第19會期: 交通委員會 (召委) ；第1屆第20會期: 交通委員會 (召委) ；第1屆第21會期: 交通委員會 (召委) ；第1屆第22會期: 交通委員會 (召委) ；第1屆第23會期: 交通委員會 (召委) ；第1屆第24會期: 交通委員會 (召委) ；第1屆第25會期: 交通委員會 (召委) ；第1屆第26會期: 交通委員會 (召委) ；第1屆第27會期: 交通委員會 (召委) ；第1屆第28會期: 交通委員會 (召委) ；第1屆第29會期: 交通委員會 (召委) ；第1屆第30會期: 交通委員會 (召委) ；第1屆第31會期: 交通委員會 (召委) ；第1屆第32會期: 交通委員會 ；第1屆第33會期: 交通委員會 (召委) ；第1屆第34會期: 交通委員會 (召委) ；第1屆第35會期: 交通委員會 ；第1屆第36會期: 交通委員會 (召委) ；第1屆第37會期: 交通委員會 (召委) ；第1屆第38會期: 交通委員會 ；第1屆第39會期: 交通委員會 (召委) ；第1屆第40會期: 交通委員會 (召委) ；第1屆第42會期: 交通委員會 (召委) ；第1屆第43會期: 交通委員會 (召委) ；第1屆第45會期: 交通委員會 (召委) ；第1屆第50會期: 交通委員會 (召委) ；第1屆第51會期: 交通委員會 (召委) ；第1屆第53會期: 交通委員會 (召委) ；第1屆第54會期: 交通委員會 (召委) ；第1屆第78會期: 交通委員會 ；第1屆第81會期: 交通委員會 ；第1屆第82會期: 交通委員會 ；第1屆第83會期: 交通委員會 ；第1屆第84會期: 交通委員會